# Happenstance
| Оценки критиков  | Оценки критиков |
| Источник         | Оценка          |
| ---------------- | --------------- |
| AllMusic         | [ 1 ]           |
| Blender          | [ 2 ]           |
| Contactmusic.com | (положительный) |
| Metacritic       | (74/100)        |
| MSN Music        | [ 5 ]           |
| PopMatters       | [ 6 ]           |
| Rolling Stone    | [ 7 ]           |
| Stylus Magazine  | [ 8 ]           |
| The Guardian     | [ 9 ]           |

Happenstance — дебютный студийный альбом американской певицы Рэйчел Ямагаты. Релиз пластинки состоялся на лейбле RCA Victor 8 июня 2004 года в США и 16 мая 2005 года в Великобритании. Через три месяца после релиза в Соединённых штатах, 8 сентября 2004 года диск был издан в Японии ограниченным тиражом с двумя бонус-треками.
По состоянию на 17 августа 2007 года всего было распродано 143 000 копий этого альбома.
Все песни альбома спродюсировал Джон Алагия, за исключением треков «Paper Doll» (продюсер Кевин Салем) и «Collide» (продюсер Дуг Макбрайд. Вошёл в японскую версию альбома).

## Список композиций

### Американское и британское издания
1. «Be Be Your Love»  (Рэйчел Ямагата, Джон Алагия[англ.]) —4:12
2. «Letter Read»  (Рэйчел Ямагата) —3:44
3. «Worn Me Down»  (Рэйчел Ямагата) —3:42
4. «Paper Doll»  (Рэйчел Ямагата, Кевин Салем) —5:15
5. «I’ll Find a Way»  (Рэйчел Ямагата) —5:14
6. «1963»  (Рэйчел Ямагата, Марк Батсон[англ.]) —4:02
7. «Under My Skin»  (Рэйчел Ямагата) —4:11
8. «Meet Me by the Water»  (Рэйчел Ямагата) —3:58
9. «Even So»  (Рэйчел Ямагата) —4:18
10. «I Want You»  (Рэйчел Ямагата, Дэн Уилсон) —2:56
11. «Reason Why»  (Рэйчел Ямагата) —5:06
12. «Moments with Oliver» [инструментал]  (Рэйчел Ямагата) —1:02
13. «Quiet»  (Рэйчел Ямагата) —6:02
14. «Ode To…» (Рэйчел Ямагата) —5:47

### Японское издание
1. «Be Be Your Love» —4:12
2. «Worn Me Down» —3:42
3. «Letter Read» —3:44
4. «Collide» —5:02
5. «Paper Doll» —5:15
6. «Moments with Oliver» —1:02
7. «Quiet» —5:02
8. «Under My Skin» —4:11
9. «1963» —4:02
10. «Edith» —7:01
11. «Even So» —4:18
12. «Meet Me by the Water» —3:58
13. «I Want You» —2:56
14. «I’ll Find a Way» —5:14
15. «Reason Why» —5:06
16. «Ode to…» —5:47

## Japan 2005 Tour Sampler
Japan 2005 Tour Sampler — промомини-альбом Рэйчел Ямагаты, выпущенный на лейбле RCA в 2005 году.
1. «Worn me Down» (Album version from Happenstance)
2. «1963» (Album version from Happenstance)
3. «Be your Love» (Album version from Happenstance)
4. «The Reason Why» (Live version from Live at the Loft & More)
5. «Be your Love» (Live version from Live at the Loft & More)

## Позиции в чартах

### Альбом
| Год  | Чарт                             | Позиция |
| ---- | -------------------------------- | ------- |
| 2004 | Billboard Top Heatseekers (U.S.) | 17      |

### Синглы
| Название     | Чарт                            | Позиция |
| ------------ | ------------------------------- | ------- |
| Worn Me Down | U.S. Billboard Hot Adult Top 40 | 33      |

## История релиза
| Страна         | Дата релиза     |
| -------------- | --------------- |
| США            | 8 июня 2004     |
| Япония         | 8 сентября 2004 |
| Великобритания | 16 мая 2005     |